# Arsène Picard
Pour les articles homonymes, voir Picard (homonymie).

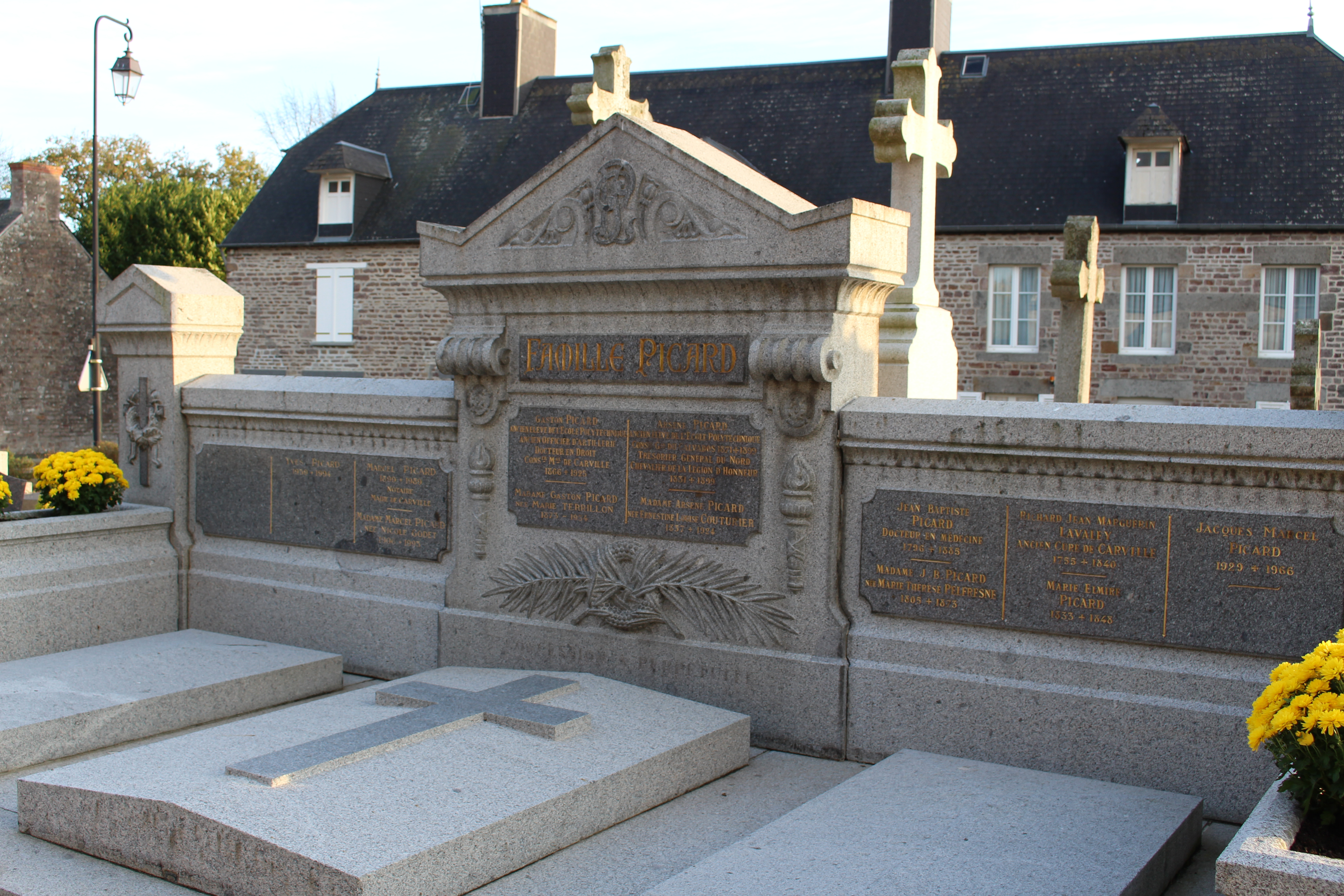
Sépulture de la famille Picard

Arsène Picard, né le 22 novembre 1831 à Carville (Calvados) et mort le 15 juin 1899 à Paris, est un haut fonctionnaire des finances et homme politique français.

## L'homme politique
Après ses études à l'école polytechnique (promotion 1853), Arsène Picard devient sous-lieutenant d’artillerie, mais il démissionne peu de temps après pour ne pas servir le Second Empire et rentre au ministère des Finances. Pendant la guerre de 1870, il est capitaine auxiliaire à l'état-major du Génie de janvier à avril 1871. Il fait son entrée en politique aux élections du 20 février 1876, dans l’arrondissement de Vire en battant Jules Delafosse avec 7 477 voix contre 3 692 à son adversaire bonapartiste. Il se présente « par intérêt aussi bien que par conviction, comme défenseur de l'ordre, de la propriété et de la religion ».
Républicain modéré, Arsène Picard prit place au centre gauche, et fut l'un des députés qui refusèrent, lors de la crise du 16 mai 1877, le vote de confiance au ministère de Broglie. Il est l'un des 363 députés qui se réunirent en séance plénière à Versailles, pour signer le manifeste en faveur de Gambetta, adressé à la France dénonçant « la politique de réaction et d'aventure ». Après la dissolution de la Chambre, il échoua aux législatives, le 14 octobre 1877, avec 8.403 voix contre 8.514 à Jules Delafosse, candidat du maréchal Mac-Mahon. Il fit invalider cette élection mais il échoua de nouveau le 7 juillet 1881 avec 8.198 voix contre 8.464 à Jules Delafosse, député sortant.
Arsène Picard sera conseiller général du Calvados à partir de 1871 et jusqu'à sa mort en 1899 et maire de Carville (Calvados).

## Le haut fonctionnaire
Nommé trésorier-payeur général de la Manche le 1er mai 1879, il restera à Saint-Lô jusqu'en janvier 1886. Il prend alors ses fonctions de trésorier-payeur général du Nord à Lille, fonctions qu'il conservera plus de 10 ans.
Il est également administrateur du crédit foncier de France à partir de 1887.
Arsène Picard est nommé chevalier de la Légion d’honneur en 1896 sur demande du ministre des Finances.

## Sources
- « Arsène Picard », dans Adolphe Robert et Gaston Cougny, Dictionnaire des parlementaires français, Edgar Bourloton, 1889-1891 [détail de l’édition]
- Gustave Vapereau, Dictionnaire des contemporains, Paris, Hachette, 1882.
- « Fiche d'Arsène Picard », sur assemblee-nationale.fr, Assemblée nationale